# Johann Hieronymus Schroeter

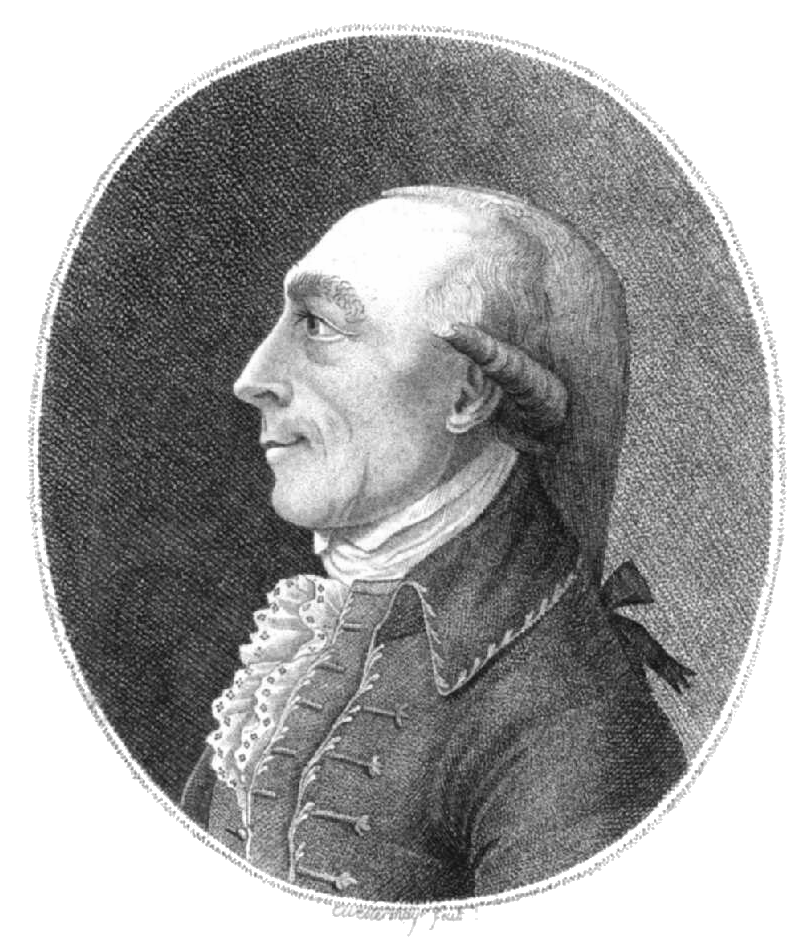
Johann Hieronymus Schroeter

Johann Hieronymus Schroeter (teils auch Schröter geschrieben; * 30. August 1745 in Erfurt; † 29. August 1816 in Lilienthal) war ein führender deutscher Astronom und Verwaltungsbeamter. Er führte genaueste Beobachtungen der Planeten durch, fertigte sehr detaillierte Mondkarten an und baute große Spiegelteleskope. Die von ihm errichtete Sternwarte Lilienthal war mit den größten Teleskopen Europas ausgestattet und jener Ort, an dem das Wirken von Friedrich Wilhelm Bessel für die Astronomie begann.

## Leben

### Jugend und Studienzeit
Johann Hieronymus Schroeter wurde als Sohn eines Rechtsanwalts geboren. Der Vater starb, als Schroeter neun Jahre alt war. Nach Abschluss seiner Schulausbildung begann er 1762 an der Universität Erfurt das Studium der Theologie. Daneben interessierte er sich für Musik und die Astronomie. Im Turm der Schottenkirche war eine behelfsmäßige Sternwarte mit einem Fernrohr eingerichtet worden. Hier führte er mit Freunden Himmelsbeobachtungen durch.
Im März 1764 wechselte Schroeter an die Universität Göttingen, um Rechtswissenschaften zu studieren. Er hörte auch Physik und Astronomie bei Abraham Gotthelf Kästner, der sein Gönner wurde, und besuchte regelmäßig die Göttinger Sternwarte. 1767 schloss er das Studium der Rechtswissenschaften ab und begann eine Laufbahn als Beamter – zunächst in Polle an der Oberweser, dann in Herzberg am Harz.

### Vom Juristen zum Astronomen
1777 wurde Schroeter als Sekretär der „Königlichen Kammer“ nach Hannover versetzt. Durch sein Interesse an der Musik lernte er die Familie des Hautboisten und Mechanikers Isaak Herschel kennen. Dessen zweiter Sohn, Wilhelm Herschel, war als Musiker nach England gegangen und betätigte sich dort mittlerweile als Astronom mit selbst gebauten Fernrohren.
Durch die Berichte von Herschels Geschwistern inspiriert, wandte sich Schroeter abermals der Astronomie zu. Er lieh sich zuerst ein einfaches Fernrohr von einem Optiker aus. Nach Beratung und Vermittlung von Dietrich Herschel erwarb er 1779 ein doppellinsiges (farbreines) terrestrisches Fernrohr, einen Achromaten von John Dollond mit 2¼ Zoll Öffnung und 3 Fuß Brennweite (ca. 5½ : 91 cm) mit 5 Wechselokularen (22- bis 130-fach). Er begann mit der Beobachtung der Sonne, des Mondes und der Planeten. Wilhelm Herschels Entdeckung des Uranus im Jahre 1781 veranlasste Schroeter, systematische und intensivere Himmelsbeobachtungen durchzuführen.
Im Mai 1782 wurde Schroeter in das abgeschiedene Moordorf Lilienthal bei Bremen versetzt, wo er eine Stelle als Oberamtmann antrat. Diese Tätigkeit ließ ihm genügend Zeit, sich der Astronomie zu widmen. Im Garten des Amtshauses richtete er zunächst eine einfache Sternwarte ein. 1784 baute er ein leistungsfähiges Spiegelteleskop mit 12 cm Öffnung und 122 cm Brennweite. Den Spiegel und acht Okulare hatte ihm Wilhelm Herschel aus England geschickt. Die Ergebnisse der damit gemachten Beobachtungen von Mond und Venus veröffentlichte Schroeter in Fachpublikationen.

### Privatsternwarte, Riesenteleskop und „Himmelspolizey“
Nach intensivem Briefaustausch mit Herschel erhielt Schroeter 1786 weitere Bauteile, mit denen er ein Spiegelteleskop mit 16,5 cm Öffnung und 2,14 m Brennweite baute. Im Garten ließ er ein zweistöckiges Observatorium errichten. Er verfasste Arbeitspläne zur systematischen Untersuchung von Sonne, Mond, Venus, Mars, Jupiter, Saturn sowie von Veränderlichen, Doppelsternen und nebligen Objekten.
1788 errichtete Schroeter im Garten einen zweiten Beobachtungsstandort, den er „Urania-Tempel“ taufte. Bei seinen Beobachtungen kam ihm seine ausgezeichnete Sehschärfe zugute. Er war daher besonders kritisch gegenüber seinen selbst hergestellten Teleskopen und verbesserte ihre Leistungen immer weiter.

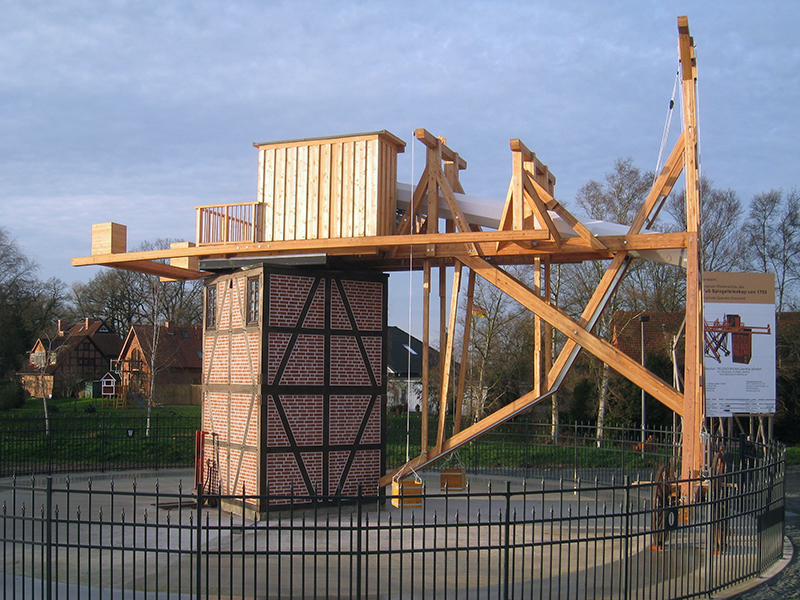
Nachbau von Schroeters Teleskop aus dem Jahr 1794 in Lilienthal (2015 fertiggestellt)

1792 machte er die Bekanntschaft von Professor Johann Gottlieb Friedrich Schrader von der Universität Kiel. In der Folgezeit optimierten die beiden, zusammen mit Schroeters Gärtner Harm Gefken, die Verfahren zur Herstellung von Teleskopspiegeln, die damals noch aus Metall bestanden. Zur Erhöhung des Reflexionsvermögens dampften sie eine Schicht von Arsen auf die herkömmliche Kupfer-Zinn-Legierung auf. Nach entsprechender Justierung entstanden so Teleskope mit sehr guten Abbildungsleistungen, z. B. eines mit 24 cm Öffnung.
1794 stellte er ein „Riesenteleskop“ fertig, das über 50,8 cm Öffnung und 8,25 m Brennweite verfügte. Es wurde vor allem zur Beobachtung der Nachtseite des Mondes, der Registrierung von Nebeln und Sternhaufen und der Planeten bei Tageslicht eingesetzt. Durch das Teleskop erlangte Schroeter Berühmtheit und er erhielt Besuch von Astronomen, hohen Staatsbeamten und Militärs.
Mit Franz Xaver von Zach und Heinrich Wilhelm Olbers gründete er 1800 in Lilienthal die Astronomische Gesellschaft, um die Verbreitung von Wissen und Entdeckungsdaten zu fördern. Erster Präsident der Gesellschaft wurde Schroeter. Er und Zach organisierten die sog. „Himmelspolizey“ für eine gezielte Suche nach einem vermuteten Planeten zwischen Mars- und Jupiterbahn (siehe Titius-Bode-Reihe). Die Bereiche um die Ekliptik wurden verschiedenen Sternwarten zugeordnet und die Suche gestartet, doch entdeckte zufällig Piazzi in Palermo den ersten Kleinplaneten (1) Ceres. Hingegen wurden in den Folgejahren die Asteroiden (2) Pallas, (3) Juno und (4) Vesta in Bremen und Lilienthal entdeckt.

### Harding und Bessel
Ab 1799 reichte Schroeters Gehalt als Oberamtmann nicht mehr für die Unterhaltung der Sternwarte und die Kosten seiner Veröffentlichungen aus. Er verkaufte daher die gesamte Ausrüstung an den englisch-hannoverschen König Georg III., wobei die Geräte in Lilienthal blieben. Schroeter erhielt dafür 1200 englische Guineen (nach heutigem Wert etwa 150.000 Euro), eine Rente von 300 Talern und 200 Taler zur Unterhaltung eines „Sternwarte-Inspektors“. Nach Schroeters Tod sollten die Geräte an die Universität Göttingen gehen.
Schroeter beschäftigte nacheinander zwei Inspektoren, die infolge ihrer Leistungen in Lilienthal wichtige Positionen in der Astronomie erhielten. Erster Inspektor wurde der studierte Theologe  Karl Ludwig Harding, der seit 1796 Schroeters Sohn Johann Friedrich unterrichtete. Harding entdeckte 1804 in Lilienthal den dritten Asteroiden Juno; 1805 ging er als Professor an die Universität Göttingen. Sein Nachfolger wurde der gelernte Kaufmann Friedrich Wilhelm Bessel, der von 1806 bis 1810 als Assistent in Lilienthal arbeitete. 1809 wurde er an die Universität Königsberg berufen, wo er in den nächsten Jahrzehnten bahnbrechende Arbeiten durchführte.
Schroeters ehemaliger Gärtner Harm Gefken nutzte seine erworbenen Kenntnisse und gründete in Lilienthal eine optische Werkstatt zur Herstellung von Spiegelteleskopen, mit denen er auch Schroeter belieferte. Gefken verstarb schon 1811 im Alter von 55 Jahren.

### Das Ende der Sternwarte
Infolge der napoleonischen Kriege kam Lilienthal 1810 unter französische Verwaltung und Schroeter wurde zwangspensioniert. Seine Bezüge wurden nicht mehr gezahlt, die Gelder aus England waren seit 1806 ausgeblieben.
Am 21. April 1813 führten französische Truppen eine Strafexpedition durch und brannten die Ortschaft Lilienthal nieder. Auch Schroeters Amtshaus und seine Aufzeichnungen verbrannten. Die Sternwarte blieb zwar verschont, wurde jedoch geplündert. Im November 1813 wurde Schroeter wieder in sein Amt eingesetzt. Da sich aber sein Gesundheitszustand verschlechterte, ließ er vertragsgemäß alle Instrumente, die vor 1799 gekauft worden waren, nach Göttingen transportieren.
Schroeter erwarb 1806 das Kloster-Wohnhaus Hauptstraße 63 (Amtmann-Schroeter-Haus). Er wurde 1816 an der Westseite der dortigen Klosterkirche Lilienthal beigesetzt.
Nach seinem Tod verfiel die Sternwarte. Die letzten Reste wurden 1850 abgerissen.

## Wissenschaftliches Werk

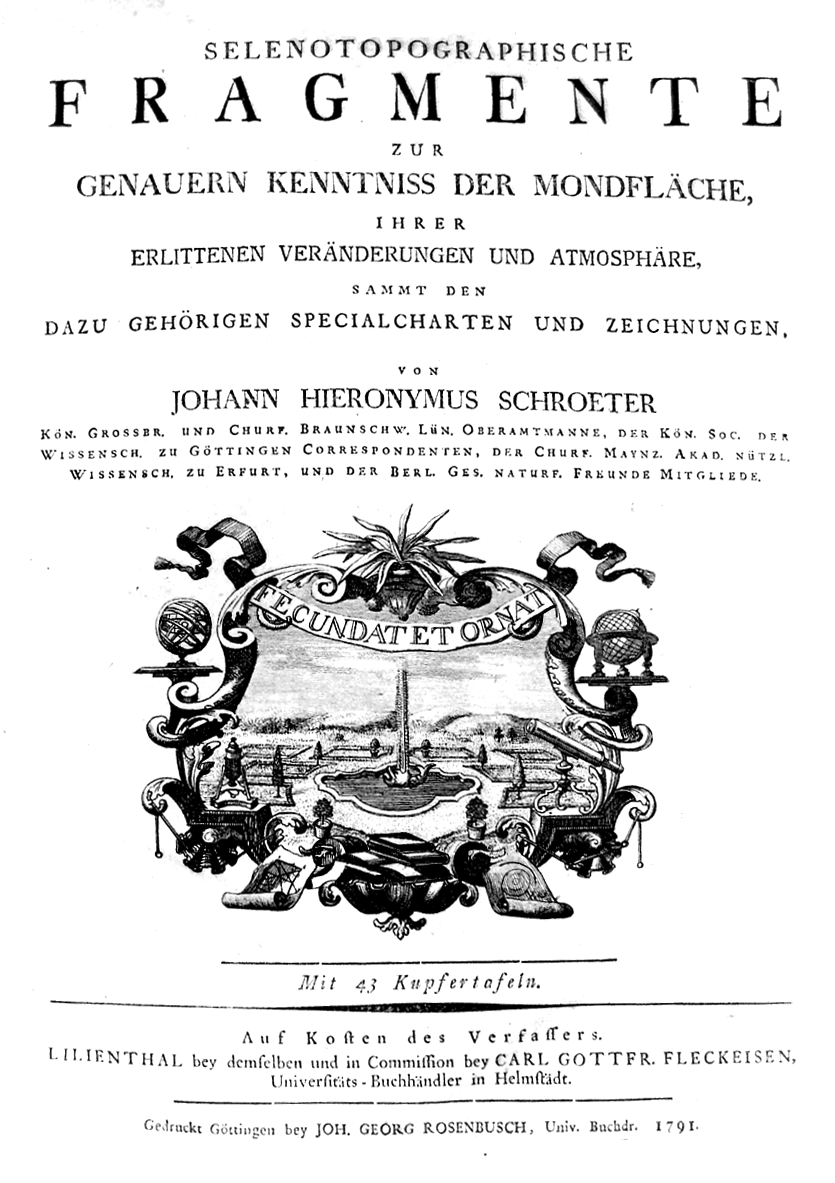
Titelblatt der Selenotopographischen Fragmente

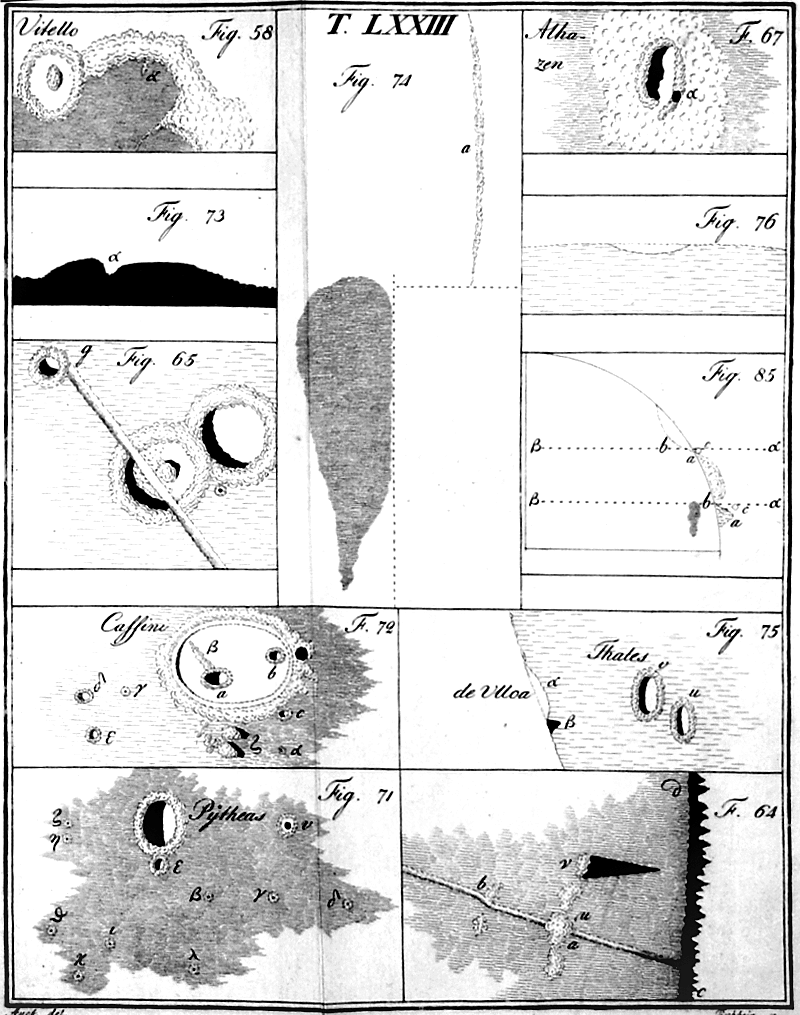
Mondkarten in Selenotopographische Fragmente

1791 veröffentlichte Schroeter auf eigene Kosten den ersten Teil seines umfangreichen Werkes über den Mond, die Selenotopographischen Fragmente. Sie enthielten 43 Tafeln mit Abbildungen der Mondoberfläche, die in unzähligen Beobachtungsnächten entstanden waren. Bei seinen Zeichnungen orientierte sich Schroeter an einer Mondkarte von Tobias Mayer, der den Mond erstmals in Längen- und Breitengrade eingeteilt hatte.

1796 veröffentlichte Schroeter ein Werk über die Venus, die Aphroditographischen Fragmente. Er hatte festgestellt, dass zwischen der geometrisch berechneten Phase der Venus und der tatsächlich beobachteten Phase systematische Unterschiede bestehen. Zunächst meinte Schroeter, dass diese Unregelmäßigkeiten, wie beim Erdmond, auf Oberflächendetails, z. B. Gebirgszüge, zurückgingen. In einer 1803 veröffentlichten Arbeit über die Venusphase zum Zeitpunkt der Dichotomie (Halbvenus) folgerte er dann allerdings korrekt, dass es sich um Dämmerungseffekte in der Venusatmosphäre handelt. Daher wird diese Erscheinung heute allgemein nach der von Patrick Moore eingeführten Bezeichnung „Schroeter-Effekt“ genannt. Der Effekt kann bereits mit kleinen Teleskopen leicht als „Venushörner“ beobachtet werden.
1800 erschienen die Hermographischen Fragmente über den Planeten Merkur, 1802 der zweite Teil des Mondwerkes.
Seine Beobachtungen des Planeten Saturn und dessen Trabanten fasste er 1808 in den Kronographische(n) Fragmente(n) zusammen.
1802 stellte Schroeter fest, dass die der Sonne nächstgelegenen Fixsterne so weit entfernt seien, dass ihre jährliche Parallaxe kleiner als 0,75 Bogensekunden sein müsse. Dies wurde bei späteren Untersuchungen bestätigt: Sein früherer Assistent Friedrich Wilhelm Bessel konnte 1838 eine Sternparallaxe (61 Cygni) mit 0,3" messen.
Schroeters 1803 erstellte Areographische Beiträge zur genaueren Kenntnis des Planeten Mars blieben zunächst unveröffentlicht. Erst 1881 veranlasste die Universität Leiden, die im Besitz der Aufzeichnungen war, ihren Druck. Das Werk sorgte in Fachkreisen für Aufregung. Schroeter hatte darin bereits das Phänomen der Marskanäle beschrieben, sie aber als optische Täuschungen angesehen.

## Schroeters Instrumente
Neben seiner ausgezeichneten Sehschärfe hatte auch die ständige Verbesserung seiner Instrumente großen Anteil an Schroeters Erfolgen. Die gemeinsam mit Schrader und Gefken entwickelten arsenbeschichteten Spiegel waren optisch denen von Herschel gleichwertig, kosteten aber nur die Hälfte. Das spröde Material musste aber sehr langsam abkühlen. Die besten Stücke, die mit 6½ und 9½ Zoll Öffnung dem heutigen Standard der „Achtzöller“ entsprachen, behielt Schroeter als die sogenannten „Schrader“ für seine Sternwarte selbst. Der größere „13-füßige“ Spiegel mit einer Brennweite von 4 Metern lieferte ungewöhnlich scharfe Bilder und galt noch viele Jahre als bestes Lilienthaler Teleskop. Mit ihm konnte Schroeter bei der Planeten- und Mondbeobachtung an die optischen Grenzen gehen und mit speziellen Okularen bis 500-fach vergrößern.
Die Teleskope erhielten eine Vorrichtung, welche es erlaubte, die freie Öffnung stufenweise bis auf 3 Zoll zu verkleinern und dadurch die sogenannte „Irradiation“, eine Überstrahlung, welche sonst bei der Bestimmung von Planetendurchmessern Korrekturen in den Rechnungen notwendig machte, vollständig zu beseitigen.  Zudem erhielten sie Okularfassungen mit einheitlichem Durchmesser. Damit konnte zur Kontrolle von Beobachtungsergebnissen das jeweils verwendete Okular an mehreren Instrumenten benutzt werden und die Zahl der möglichen Vergrößerungsmaßstäbe erhöhte sich.

## Mitgliedschaften
Johann Hieronymus Schroeter war Mitglied (ordentlich oder korrespondierend) folgender wissenschaftlicher Gesellschaften:
- 1787 Akademie gemeinnütziger Wissenschaften zu Erfurt
- Akademie der Wissenschaften zu Göttingen (korr. 1788, ausw. 1792)
- 1793 Deutsche Akademie der Naturforscher Leopoldina
- 1794 Königlich Schwedische Akademie der Wissenschaften, Stockholm
- 1794 Russische Akademie der Wissenschaften, St. Petersburg (korr.)
- 1798 Royal Society
- 1807 Académie des sciences (korr.)
- 1808 Bayerische Akademie der Wissenschaften
- Gesellschaft Naturforschender Freunde zu Berlin

## Postume Ehrungen und Gedenken
In Lilienthal wird heute eine Heimatstube unterhalten, in der ein Modell der Sternwarte besichtigt werden kann.
Nach Schroeter wurden der Mondkrater Schröter, das Mondtal Vallis Schröter, der Marskrater Schroeter und die Asteroiden (4983) Schroeteria und (28547) Johannesschröter benannt.
In seiner Geburtsstadt Erfurt trägt eine Straße seinen Namen.

## Sonstiges
Der Schriftsteller Arno Schmidt (1914–1979) plante einen Roman über den Lilienthaler Astronomen-Kreis, der aber nie zustande kam. Einen Teil des gesammelten Materials verarbeitete Schmidt in seinem 1960 erschienenen Roman KAFF auch Mare Crisium, der in Giffendorf, einem „Kaff“ am Rande der Lüneburger Heide, und im Bereich des Mondmeers Mare Crisium spielt. Schmidts Entwürfe zum Lilienthal-Roman wurden 1996 aus dem Nachlass herausgegeben.